# Jules-Dominique Antoine
Jules-Dominique Antoine (1845-1916) est un homme politique, député lorrain protestataire au Reichstag et médecin-vétérinaire de formation.

## Biographie
Jules-Dominique Antoine naît le 27 janvier 1845 à Metz, en Moselle. Jules-Dominique Antoine étudie la médecine vétérinaire et s'installe, comme vétérinaire, d'abord à Sierck-les-Bains, puis à Metz. Sous-lieutenant dans la garde mobile pendant la Guerre franco-allemande de 1870, Jules-Dominique Antoine est blessé au combat.
Après le Traité de Francfort, il décide de rester à Metz, malgré l'annexion allemande. Membre de l'Académie de Metz, ses travaux sont unanimement appréciés. Il se fait élire en 1872 au conseil municipal de Metz, dont il devient un secrétaire actif, toujours prompt à dénoncer les maladresses des Allemands. Laïque et républicain[réf. souhaitée], Antoine est élu en décembre 1882 au Reichstag, sur la circonscription de Metz-Campagne. Las des provocations du nouveau député du Protestpartei, Edwin von Manteuffel fait arrêter Jules-Dominique Antoine en 1883 pour "Haute trahison", avant de le relaxer pour ménager l'opinion publique en 1884. En visite à Nancy le 22 janvier 1884, il écrit à Paul Déroulède: "Depuis le mois d'août, je respire aujourd´hui, pour la 1re fois, l´air vivifiant de France." Il est néanmoins réélu député protestataire en octobre 1884 et en février 1887. Mettant fin à la période dite de la contestation, Berlin finit par expulser Antoine, qui se rend alors au Luxembourg. Comprenant la gravité de la situation, il démissionne du Reichstag en 1889, laissant la place à Henri Lanique, et rentre en France à Pagny-sur-Moselle, non loin de Metz, sa ville natale.
Jules-Dominique Antoine  s'éteignit à Nancy, le 30 décembre 1916,,.

## Sources
- François Roth: Antoine, Dominique (1845-1916) , dans Les Lorrains entre la France et l'Allemagne: itinéraires d'annexés, Metz : Éditions Serpenoise ; Nancy : Université de Nancy II, 1981.
- Hirth, Georg: Hirth's Parlaments-Almanach, Bd.: 15, Berlin, 1878.
- Wahlperiode (1884 et 1887) - Elsaß-Lothringische Protestpartei sur Datenbank der deutschen Parlamentsabgeordneten.